# 吉炳伟
吉炳伟（1963年9月—），男，河南孟津人，中华人民共和国政治人物。毕业于河南大学马克思主义哲学专业，在职研究生学历，哲学硕士学位。第十二届全国人民代表大会河南地区代表。曾任中共开封市委书记，现任河南省人大常委会秘书长。

## 生平
早年长期在洛阳市孟津县工作，历任横水乡团委书记，共青团孟津县委副书记，马屯乡人民政府副乡长，常袋乡党委副书记，横水乡党委副书记、乡长，平乐镇党委书记等职。1994年9月，任洛阳市宜阳县政府副县长。1996年8月，任中共洛阳市宜阳县委常委、县人民政府常务副县长。1998年3月，任中共洛阳市宜阳县委副书记、县人民政府县长。2001年9月，任中共洛阳市宜阳县委书记。2003年8月，任开封市人民政府副市长、党组成员。其间，于2004年5月-2005年10月兼任开封市发展和改革委员会主任。2006年12月，任中共开封市委常委、市委组织部部长。2009年3月，任中共开封市委常委、市人民政府常务副市长。2011年6月，任中共开封市委副书记、开封市人民政府代理市长。同年7月正式当选市长。2013年，担任全国人大代表。2015年1月，升任中共开封市委书记。2018年2月，任中共河南省委副秘书长、办公厅主任。2021年1月，任河南省人大常委会秘书长。

## 家庭
- 兄：吉炳轩 - 曾任中共黑龙江省委书记，现任第十三届全国人大副委员长。